# Canton de Corps
Le canton de Corps est une ancienne division administrative française située dans le département de l'Isère et la région Rhône-Alpes.

## Géographie
Ce canton était organisé autour de Corps dans l'arrondissement de Grenoble. Son altitude variait de 508 m (Saint-Pierre-de-Méaroz) à 2 793 m (Pellafol) pour une altitude moyenne de 953 m.

## Histoire
- De 1833 à 1848, les cantons de La Mure, de Corps et de Valbonnais (ex-Entraigues) avaient le même conseiller général[1].

## Représentation

### Conseillers généraux de 1833 à 2015
| Période | Période          | Identité                          | Étiquette                 | Qualité                                                                                 |
| ------- | ---------------- | --------------------------------- | ------------------------- | --------------------------------------------------------------------------------------- |
| 1833    | 1834 (décès)     | Victor Faure                      |                           | Juge de paix à Grenoble Propriétaire à La Mure                                          |
| 1834    | 1836             | Jean-François Lesbros (1799-1868) |                           | Notaire, Conseiller de préfecture Maire de La Mure                                      |
| 1836    | 1848             | Henri François Giroud (1799-1879) |                           | Concessionnaire de mines à La Mure Receveur général des Basses-Pyrénées puis de l'Isère |
| 1848    | 1852             | Victor Tourniaire                 |                           | Rentier Maire de Corps                                                                  |
| 1852    | 1870             | Victor Long                       |                           | Ancien juge de paix de Valbonnais Notaire, maire de Corps                               |
| 1870    | 1875 (démission) | Augustin Rivier                   |                           | Conseiller à la Cour de Grenoble                                                        |
| 1875    | 1883             | Pierre Peytard                    | Droite                    | Maire de La Salette                                                                     |
| 1883    | 1902 (démission) | Auguste Aglot                     | Républicain               | Maire de Corps                                                                          |
| 1902    | 1919             | Edouard Andrieux                  | Républicain               | Propriétaire, juge de paix, maire de La Salle                                           |
| 1919    | 1939 (décès)     | Adolphe Peytard                   | Rad.                      | Médecin, maire de Corps (1908-?)                                                        |
| 1939    | 1940             | Aimé Decard                       | Rad.                      | Notaire, maire de Corps                                                                 |
|         |                  |                                   |                           |                                                                                         |
| 1945    | 1967             | Albert Pallanchard (1890-1980)    | SFIO                      | Instituteur, La Salle-en-Beaumont                                                       |
| 1967    | 1973             | Ennemond Hostache                 | DVD                       | Agriculteur Maire de Pellafol                                                           |
| 1973    | 2011             | Gérard Cardin                     | PS puis DVD puis app. UMP | Médecin, ancien maire de Corps                                                          |
| 2011    | 2015             | Fabien Mulyk                      | DVD                       | Infirmier, maire de Corps depuis 2014                                                   |

### Conseillers d'arrondissement (de 1833 à 1940)
| Période                                  | Période          | Identité               | Étiquette               | Qualité |
| ---------------------------------------- | ---------------- | ---------------------- | ----------------------- | --- |
| 1833                                     | 1842             | Jean Joseph Tourniaire |                         | Suppléant de la justice de paix, propriétaire à Corps                                                       |
|                                          |                  |                        |                         | |
| 1892                                     | 1894 (démission) | Jules Bourron          | Modéré                  | Agriculteur à Saint-Pierre-de-Méaroz                                                                        |
|                                          |                  |                        |                         | |
| av.1922                                  |                  | M. Gauthier            |                         | Adjoint au maire de Corps                                                                                   |
|                                          |                  |                        |                         | |
|                                          | 1940             | M. Lardant             | Républicain indépendant | |
| 1940                                     |                  |                        |                         | Les conseils d'arrondissement ont été suspendus par la loi du 12 octobre 1940 et n'ont jamais été réactivés |
| Les données manquantes sont à compléter. |                  |                        |                         | |

## Composition
Le canton de Corps groupait treize communes et comptait 1 906 habitants (recensement de 2011).
| Nom                       | Code Insee | Intercommunalité    | Superficie (km2) | Population (dernière pop. légale) | Densité (hab./km2) |
| ------------------------- | ---------- | ------------------- | ---------------- | --------------------------------- | ------------------ |
| Corps (chef-lieu)         | 38128      | CC de la Matheysine | 11,22            | 491 (2014)                        | 44                 |
| Ambel                     | 38008      | CC de la Matheysine | 4,83             | 18 (2014)                         | 3,7                |
| Beaufin                   | 38031      | CC de la Matheysine | 6,36             | 21 (2014)                         | 3,3                |
| Les Côtes-de-Corps        | 38132      | CC de la Matheysine | 9,83             | 66 (2014)                         | 6,7                |
| Monestier-d'Ambel         | 38241      | CC de la Matheysine | 11,02            | 21 (2014)                         | 1,9                |
| Pellafol                  | 38299      | CC de la Matheysine | 34,73            | 139 (2014)                        | 4                  |
| Quet-en-Beaumont          | 38329      | CC de la Matheysine | 8,10             | 63 (2014)                         | 7,8                |
| Saint-Laurent-en-Beaumont | 38413      | CC de la Matheysine | 13,15            | 451 (2014)                        | 34                 |
| Sainte-Luce               | 38414      | CC de la Matheysine | 7,95             | 42 (2014)                         | 5,3                |
| Saint-Michel-en-Beaumont  | 38428      | CC de la Matheysine | 8,04             | 33 (2014)                         | 4,1                |
| Saint-Pierre-de-Méaroz    | 38444      | CC de la Matheysine | 4,64             | 134 (2014)                        | 29                 |
| La Salette-Fallavaux      | 38469      | CC de la Matheysine | 22,29            | 71 (2014)                         | 3,2                |
| La Salle-en-Beaumont      | 38470      | CC de la Matheysine | 9,26             | 323 (2014)                        | 35                 |

## Démographie
| 1962  | 1968  | 1975  | 1982  | 1990  | 1999  | 2006  | 2011  | 2012  |
| ----- | ----- | ----- | ----- | ----- | ----- | ----- | ----- | ----- |
| 2 375 | 1 988 | 1 622 | 1 677 | 1 693 | 1 597 | 1 695 | 1 906 | 1 907 |

## Redécoupage des cantons de l'Isère en 2015
Le 23 novembre 2013, la nouvelle carte cantonale de l'Isère a été présentée par le préfet Richard Samuel et votée par l'Assemblée départementale de l'Isère. Le Conseil d'État publie le décret n°2014-180, le 18 février 2014, validant le redécoupage cantonal du département.

Les 13 communes du canton de Corps seront rattachées au canton "Matheysine-Trièves" (La Mure).